# Lindenberg (Winterfeld)
Der Lindenberg war eine vorgeschichtliche Grabstätte, wahrscheinlich ein bronzezeitlicher Grabhügel (nach Hans-Jürgen Beier hingegen ein mögliches jungsteinzeitliches Großsteingrab) bei Winterfeld, einem Ortsteil der Gemeinde Apenburg-Winterfeld im Altmarkkreis Salzwedel, Sachsen-Anhalt.

## Lage
Der Lindenberg lag nördlich von Winterfeld, nahe der Grenze zu Sallenthin.
Direkt im Dorfkern von Winterfeld, östlich der Dorfkirche, befindet sich das Großsteingrab Winterfeld.

## Forschungsgeschichte
Der Lindenberg wurde um 1835 unter Leitung von Johann Friedrich Danneil archäologisch ergraben und wahrscheinlich wenig später zerstört.

## Beschreibung
Beim Lindenberg handelte es sich um einen runden Hügel, der eine äußere und eine innere Steinumfassung besaß. In der Hügelschüttung stieß Danneil auf Keramikscherben und Holzkohle. In größerer Tiefe fand er mehrere Granit-Blöcke, unter denen er auf größere Mengen Asche stieß. Weiterhin stellte Danneil ein Pflaster aus einer einzelnen Lage von Feldsteinen fest. In der Mitte des Hügels befand sich in einer Tiefe von 2 Fuß (ca. 0,6 m) das Begräbnis. Hier lagen direkt auf dem anstehenden Sandboden fünf vollständig erhaltene Skelette in horizontaler Lage mit dem Kopf im Westen. Die Knochen waren sehr mürbe und zerfielen beim Berühren. Grabbeigaben konnte Danneil nicht ausmachen.